# FC Dinamo Kiev
FC Dinamo Kiev este un club de fotbal din capitala Ucrainei, Kiev.
De-a lungul istoriei sale, Dynamo Kiev a câștigat 16 titluri ucrainene de top-flight, 13 titluri sovietice top-flight, 11 competiții naționale ucrainene, 9 competiții naționale sovietice și trei titluri continentale (inclusiv două cupe ale câștigătorilor Cupei UEFA.  Prima echipă Dynamo Kiev a devenit o echipă de bază pentru echipa națională de fotbal a Uniunii Sovietice în anii 1970-1980, iar echipa națională de fotbal a Ucrainei în anii 1990-2000. Cele două stele de pe creasta clubului semnifică fiecare 10 sezoane de top-flight pe care Dynamo Kyiv le-a câștigat. 
Stadionul de acasă al clubului, Stadionul Olimpic din Kiev, a fost deschis în 1923 și este cel mai mare stadion de fotbal din Ucraina, găzduind mai mult de 70 de mii de fani.

## Palmares

### Europa
- Cupa Cupelor: 2

1975 și 1986
- Supercupa Europei: 1

1975
- UEFA Europa League
  -  Sferturi de Finală (1) : 2011

### Intern
- Campionatul Ucrainei: 17

1993, 1994, 1995, 1996, 1997, 1998, 1999, 2000, 2001, 2003, 2004, 2007, 2009, 2015, 2016, 2021, 2025
- Cupa Ucrainei: 11

1993, 1996, 1998, 1999, 2000, 2003, 2005, 2006, 2007, 2014, 2015
- Supercupa Ucrainei: 7

2004, 2006, 2007, 2009, 2011, 2016, 2021
- Campionatul URSS : 13

1961, 1966, 1967, 1968, 1971, 1974, 1975, 1977, 1980, 1981, 1985, 1986, 1990 
- Cupa URSS : 9

1954, 1964, 1966, 1974, 1978, 1982, 1985, 1987, 1990 
- Supercupa URSS : 3

1980, 1985, 1986